# Isengard (banda)
Isengard é uma banda norueguesa de black e viking metal. Foi fundada por Fenriz, membro de Darkthrone.

## História
Fenriz criou este projecto a solo em 1989, uma vez que tinha várias ideias, que não se ajustavam ao estilo da sua banda, Darkthrone.
O projecto terminou por volta de 1995, tendo lançado três demos e um álbum.

## Membros
- Fenriz - todos os instrumentos e vocais

## Discografia
- 1989 - Spectres over Gorgoroth (demo)
- 1991 - Horizons (demo)
- 1993 - Vandreren (demo)
- 1994 - Vinterskugge (compilação)
- 1995 - Høstmørke